# ジョン・リル
ジョン・リル（John Lill, 1944年3月17日 - ）は、イギリス出身のピアノ奏者。

## 来歴
ジョン・リルは1944年3月17日にロンドンで生まれた。幼少期より音楽の才能を開花させ、9歳で初リサイタルを開く。11歳でロンドン王立音楽大学に進学してピアノを学び1964年に卒業。キャリア初期にはヴィルヘルム・ケンプの薫陶も受けた。18歳でセルゲイ・ラフマニノフのピアノ協奏曲第3番を弾いて脚光を浴びた。1970年のチャイコフスキー国際コンクールでウラジミール・クライネフと一位を分け合った。1975年にはマルコム・アーノルドから《ジョン・フィールドの主題による幻想曲》を献呈されている。1978年にOBE、2005年にCBEを受勲。
主要な録音にはベートーヴェンのピアノ協奏曲（全曲、EMI）およびピアノ・ソナタ（全曲、ASV）、プロコフィエフのピアノ・ソナタ（全曲、ASV）、ラフマニノフの協奏曲（全曲、ニンバス）などがある。

## 参考資料
- 吉澤, ヴィルヘルム『ピアニストガイド』青弓社、2006年2月10日。ISBN 4-7872-7208-X。
- Wright, David C. F. (2009). A Second Set of Pianists.  オリジナルの2018-09-30時点におけるアーカイブ。.
- Cummings, Robert. “John Lill | Biography & History”. AllMusic.   Netaktion. 2021年6月10日閲覧。